# Kielmeyera altissima
Kielmeyera altissima är en tvåhjärtbladig växtart som beskrevs av N. Saddi. Kielmeyera altissima ingår i släktet Kielmeyera och familjen Calophyllaceae. Inga underarter finns listade i Catalogue of Life.